# Križovec
Križovec är en ort i Kroatien. Den ligger i den nordöstra delen av landet, 90 km nordost om huvudstaden Zagreb. Križovec ligger 165 meter över havet och antalet invånare är 631.
Terrängen runt Križovec är huvudsakligen platt, men norrut är den kuperad. Runt Križovec är det mycket tätbefolkat, med 1 135 invånare per kvadratkilometer. Närmaste större samhälle är Mursko Središće, 4,5 km väster om Križovec. Trakten runt Križovec består till största delen av jordbruksmark.